# امامزاده پیرنهان
امامزاده پیرنهان، روستایی از توابع بخش شرا شهرستان همدان در استان همدان ایران است.

## جمعیت
این روستا در دهستان جیحون دشت قرار دارد و براساس سرشماری مرکز آمار ایران در سال ۱۳۹۵، جمعیت آن ۵۹۹ نفر (۱۷۶خانوار) بوده‌است.